# Throne
Throne è un singolo del gruppo musicale britannico Bring Me the Horizon, il secondo estratto dal loro quinto album in studio That's the Spirit, pubblicato il 23 luglio 2015 dalla Sony Music.

## Video musicale
Il video ufficiale del brano, diretto da Oliver Sykes e Plastic Kid, è stato pubblicato in contemporanea alla pubblicazione del singolo.

## Tracce
Testi di Oliver Sykes, musiche dei Bring Me the Horizon.
Download digitale
1. Throne – 3:11

CD promozionale (Germania)
1. Throne – 3:11
2. Happy Song – 3:59

CD promozionale (Regno Unito)
1. Throne – 3:11
2. Throne (Instrumental) – 3:11

## Formazione
Bring Me the Horizon
- Oliver Sykes – voce
- Lee Malia − chitarra
- Matt Kean − basso
- Matthew Nicholls − batteria, percussioni
- Jordan Fish − tastiera, sintetizzatore, programmazione, cori

Altri musicisti
- Maddie Cutter − violoncello
- Will Harvey − violino

## Classifiche
| Classifica (2015)             | Posizione massima |
| ----------------------------- | ----------------- |
| Australia                     | 58                |
| Regno Unito                   | 51                |
| Regno Unito (rock & metal)    | 1                 |
| Stati Uniti (alternative)     | 37                |
| Stati Uniti (rock)            | 12                |
| Stati Uniti (mainstream rock) | 1                 |
| Stati Uniti (rock airplay)    | 15                |

### Classifiche di fine anno
| Classifica (2015)             | Posizione |
| ----------------------------- | --------- |
| Stati Uniti (rock)            | 54        |
| Stati Uniti (mainstream rock) | 34        |